# Sốt ve cắn châu Phi
Sốt ve cắn châu Phi (ATBF) là một bệnh nhiễm trùng do vi khuẩn lây lan qua vết cắn của ve.  Các triệu chứng có thể bao gồm sốt, nhức đầu, đau cơ và phát ban.  Tại vị trí vết cắn thường có vết loét da đỏ với một vết cắn tối màu. Khởi phát thường xảy ra 4 -10 ngày sau khi cắn.  Biến chứng là hiếm, tuy nhiên có thể bao gồm viêm khớp. Một số bệnh nhân không phát triển các triệu chứng.
Bệnh do vi khuẩn Rickettsia africae gây ra. Vi khuẩn này lây lan qua ve của loại Amblyomma.  Chúng thường sống trong cỏ cao hoặc bụi rậm hơn là ở thành phố.  Chẩn đoán thường dựa trên các triệu chứng. Nó có thể được xác nhận bằng nuôi cấy, PCR hoặc huỳnh quang miễn dịch.
Hiện tại không có vắc-xin chữa bệnh này. Phòng ngừa là bằng cách tránh bọ ve cắn bằng cách che chắn cho da, sử dụng DEET hoặc sử dụng quần áo được xử lý qua permethrin.  Bằng chứng liên quan đến điều trị, tuy nhiên còn hạn chế. Kháng sinh doxycycline có thể hữu ích.  Cloramphenicol hoặc azithromycin cũng có thể được dùng để điều trị. Bệnh cũng sẽ có xu hướng tự khỏi mà không cần điều trị.
Bệnh này xảy ra ở châu Phi cận Sahara, Tây Ấn và Châu Đại Dương. Nó là tương đối phổ biến trong số các du khách đến châu Phi hạ Sahara. Hầu hết các bệnh nhiễm trùng xảy ra giữa tháng 11 và tháng 4.  Bùng phát bệnh này cũng có thể xảy ra. Các mô tả sớm nhất về tình trạng bệnh lý này được cho là từ năm 1911.  Sốt ve cắn châu Phi là một loại sốt do vết cắn.  Nó trước đây đã bị nhầm lẫn với sốt có vết cắn ở vùng Địa Trung Hải.

## Dấu hiệu và triệu chứng
Sốt do ve cắn ở châu Phi thường không có triệu chứng hoặc nhẹ trong biểu hiện lâm sàng và các biến chứng rất hiếm gặp.  Thời điểm khởi phát bệnh thường là 5 trận7 ngày sau khi bị ve cắn, mặc dù trong một số trường hợp có thể mất đến 10 ngày để các triệu chứng xảy ra. Các triệu chứng có thể kéo dài trong vài ngày đến ba tuần.